# 727 Nipponia
A 727 Nipponia (ideiglenes jelöléssel 1912 NT) a Naprendszer kisbolygóövében található aszteroida. Adam Massinger fedezte fel 1912. február 11-én.